# Ferrières, Manche
Ferrières är en kommun i departementet Manche i regionen Normandie i norra Frankrike. Kommunen ligger i kantonen Le Teilleul som tillhör arrondissementet Avranches. År 2018 hade Ferrières 50 invånare.

## Befolkningsutveckling
Antalet invånare i kommunen Ferrières
| Referens: INSEE |